# Луистон (Мичиген)
Луистон (енгл. Lewiston) насељено је место без административног статуса у америчкој савезној држави Мичиген.

## Демографија
По попису из 2010. године број становника је 1.392, што је 402 (40,6%) становника више него 2000. године.
| Група             | 2000.       | 2010.         |
| Белци             | 970 (98,0%) | 1.345 (96,6%) |
| Афроамериканци    | 1 (0,1%)    | 3 (0,2%)      |
| Азијати           | 0 (0,0%)    | 1 (0,1%)      |
| Хиспаноамериканци | 12 (1,2%)   | 18 (1,3%)     |
| Укупно            | 990         | 1.392         |